# عادله راز
عادله راز (زادهٔ ۱ ژانویهٔ ۱۹۸۶) یک سیاستمدار اهل افغانستان است که که از ژوئیه ۲۰۲۱ تا فوریه ۲۰۲۲ به عنوان آخرین سفیر جمهوری اسلامی افغانستان در ایالات متحده آمریکا خدمت کرد. راز همچنین نخستین زنی بود که به سمت نماینده دائمی افغانستان در سازمان ملل متحد منصوب شد.

## سنین جوانی و تحصیل
پدر راز توسط طالبان کشته شده‌است، زیرا او به عنوان فرد پیشگام شناخته می‌شد.
راز دارای مدرک کارشناسی ارشد در رشته‌های بین‌المللی، علوم سیاسی و اقتصاد از دانشگاه سیمونز در بوستون، و کارشناسی ارشد حقوق و دیپلماسی دانشگاه توفت است. او اولین افغان بود که ویزای H-1B1 را به‌دست آورد.